# Jan Otto (Gewerkschafter)

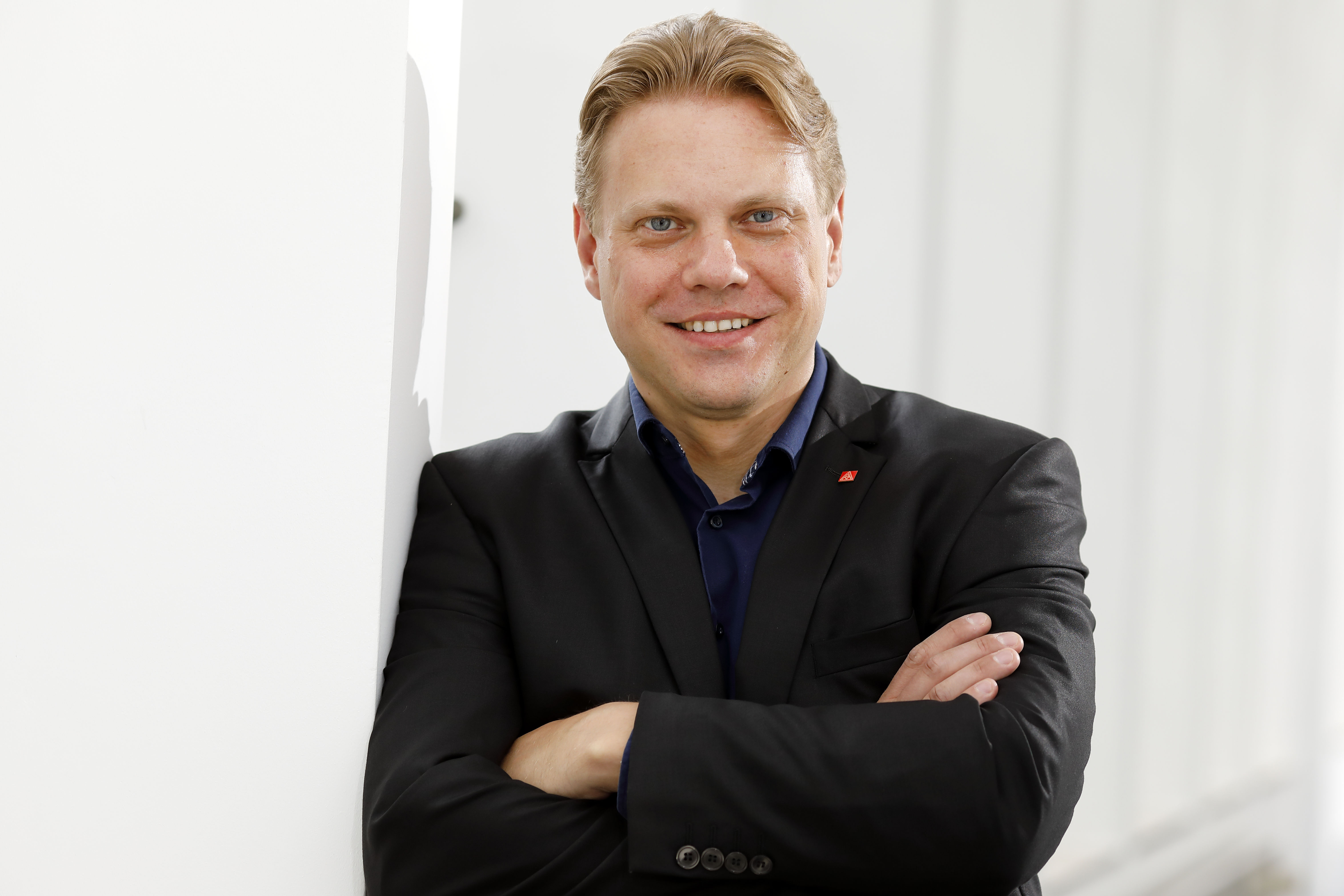

Jan Otto (* 13. Dezember 1980 in Berlin-Köpenick) ist ein deutscher Gewerkschafter. Seit dem 8. September 2020 ist er der Erste Bevollmächtigte und Geschäftsführer der IG Metall Berlin.
Zuvor war er von 2015 bis 2020 Erster Bevollmächtigter der IG Metall Geschäftsstelle Ostsachsen.
Neben zahlreichen erfolgreichen Konflikte um den Standorterhalt von Betrieben, ist Jan Otto ebenfalls bekannt für seine Anwendung von Erschließungsmethoden in der gewerkschaftlichen Arbeit (siehe dazu: Organizing) und einem industriepolitischen Ansatz, der die Transformation in den Mittelpunkt stellt. In den vergangenen Jahren hat er für über 4000 Beschäftigte Tarifbindung erreicht.

## Leben und Ausbildung
Jan Otto wurde 1980 im Berliner Stadtteil Köpenick geboren und wuchs in Berlin-Marzahn auf. Dort besuchte er das 10. Gymnasium „Mahatma-Gandhi“. Nach seiner Schulzeit begann er eine Ausbildung zum Lokführer bei der Deutschen Bahn. Mit gerade 25 Jahren wurde er Betriebsratsvorsitzender der Veolia. Den Betriebsrat hat er selbst gegründet und sorgte später für die Einführung eines Tarifvertrags.
In dieser Zeit war Jan Otto Mitglied in der Gewerkschaft Transnet (heute EVG).
Jan Otto ist Vater von zwei Töchtern und bekennender Fan von Rockmusik und Heavy Metal.

## Gewerkschafter
Von 2008 bis 2011 arbeitete Jan Otto als Gewerkschaftssekretär für die damalige Transnet (heute Eisenbahn- und Verkehrsgewerkschaft) – sein Schwerpunkt war der Fachbereich der sogenannten NE-Bahnen, also allen Bahnanbietern, die nicht unter die Deutsche Bahn fallen. 2011 wechselte er zur IG Metall, erst in den Bezirk Küste (Hamburg) und später zum Vorstand – von dort aus wurde er in der Geschäftsstelle Leipzig im Pilotprojekt „Werkverträge“ eingesetzt. 2015 übernahm er die Leitung der IG Metall Ostsachsen als Erster Bevollmächtigter und Kassierer. Seine Arbeit rund um den Standorterhalt vom Siemens Werk in Görlitz, der beiden Bombardier Werke in Bautzen und Görlitz (heute Alstom) und weiteren gewonnenen Konflikten um Personalabbau oder Schließungspläne brachten ihm den Spitznamen „Held von Görlitz“ ein. Seit September 2020 ist Jan Otto Erster Bevollmächtigter und Kassierer der IG Metall Berlin.  Seitdem hat Otto maßgeblich dazu beigetragen, das Mercedes-Motorenwerk in Berlin-Marienfelde zukunftsfähig zu gestalten. Ursprünglich von Schrumpfungsplänen betroffen, wurde das Werk unter seiner Mitwirkung in eine Produktionsstätte für Elektromotoren umgewandelt. Zudem erreichte Otto eine Beschäftigungsgarantie bis 2029, die den Erhalt der Arbeitsplätze in Marienfelde sichert.  Außerdem konnte er wichtige Erfolge beim Chipkonzern ASML und CARIAD, der VW-Softwaretochter, erzielen, indem er Abschlüsse von Haustarifverträgen durchsetzte. Diese Tarifverträge gelten als wegweisend für die gesamte Digitalwirtschaft. Otto machte wiederholt deutlich, dass die IG Metall Berlin die rasant wachsende Berliner Digitalwirtschaft als wichtige Priorität setzt.
Neben den erfolgreichen Kämpfen für den Personalerhalt, verfolgt Jan Otto eine Strategie der Erschließung (siehe auch Organizing). In seiner Zeit als Erster Bevollmächtigter der IG Metall Ostsachsen wuchs die Geschäftsstelle durch die gemeinsame Arbeit mit den Mitgliedern und den Beschäftigten der Geschäftsstelle Ostsachsen um das doppelte der Mitglieder im Bereich der noch im Arbeitsleben stehenden Mitglieder.
Neben einer ausgeprägten Öffentlichkeitsarbeit, welche das nutzen von Sozialen Medien, wie Facebook, Instagram, Youtube und Twitter umfasst, sowie intensiver Pressearbeit verfolgt Jan Otto ebenfalls das Ziel neue Bereiche für die IG Metall zu erschließen.

Neben dem Erschließen von Betriebe der Plattformökonomie, Softwareentwickler, Berater und Dienstleister in industrienahen Bereichen, übernimmt Jan Otto auch eine aktive Rolle bei der Gestaltung der Transformation der Arbeitswelt. Eine wichtige Rolle dabei ist neben einer starken Organisierung der Beschäftigten, auch eine breite Vernetzung in der Politik. So titelt das Manager Magazin im Dezember 2018:

„Die rote Seite der Macht
Auf der Großdemonstration in Berlin gibt sich die IG Metall als kämpferische Gewerkschaft. Dabei ist sie längst Treiber des industriellen Umbruchs. Konsequent hat sie ihren Einfluss ausgebaut. Heute dominiert sie Konzerne wie ThyssenKrupp oder Volkswagen – und gibt die Industriepolitik vor. Kapitalismus verkehrt.“

Der Berliner Tagesspiegel titelte im August 2020 sogar:
„Ein Visionär aus Bautzen“
Eine wichtige Rolle der IG Metall bei der Transformation ist für Jan Otto auch, das neben guten Arbeitsbedingungen durch eine starke Organisierung von Arbeitnehmern, auch eine ökologische Transformation der Industrie geschieht. Neben einer Ökologischen Industrie, muss diese Transformation zusammen mit den Beschäftigten passieren und eine Arbeitsplatzsicherheit beinhalten. Seine Äußerungen und verschiedene Artikel legen nahe, dass Jan Otto seit 2020 Mitglied bei Bündnis 90/Die Grünen geworden ist, nachdem er langjähriges Mitglied der SPD war und dort stellvertretender Vorsitzender der AfA Sachsen war. Weiterhin gilt er als Netzwerker, was seine zahlreichen Kontakte zu Politikern auch darlegen. Im Vorfeld der Bundestagswahl 2021 Gerüchte darüber, dass Jan Otto für die Grünen auf der sächsischen Landesliste antreten wolle. Otto hatte eine Kandidatur zunächst erwogen, kandidierte schlussendlich aber nicht.